# Love and Other Disasters
Love and Other Disasters is een film uit 2006 onder regie van Alek Keshishian.

## Rolverdeling
- Orlando Bloom - Hollywood Paolo
- Stephanie Beacham - Felcity Wentworth
- Samantha Bloom - Pandora
- Santiago Cabrera - Paolo Sarmiento
- Brittany Murphy - Jacks
- Gwyneth Paltrow - Hollywood Jacks
- Matthew Rhys - Peter Simon
- Michael Lerner - Marvin Bernstein